# Union djiboutienne du travail
L'Union djiboutienne du travail (UDT), est une confédération syndicale djiboutienne fondée en 1992. Elle est affiliée à la Confédération syndicale de la corne de l'Afrique (CSCA) et à la Confédération syndicale internationale (CSI). 

## Histoire
Le pluralisme syndical est instauré en 1992 à Djibouti, par une scission au sein de l’UGTD, créant l'UDT (Union djiboutienne du travail). En 2009, les activités de l’Union djiboutienne du travail (UDT), ont été interdites, son congrès a dû être annulé.

## Autres organisations
- Syndicat des enseignants et personnels de l'éducation (SEP)
- Syndicat des professeurs des collèges et lycées de Djibouti (SYNESED)

## Dirigeants
- Ahmed Djama Egueh
- Aden Mohamed Abdou